# Ngäbe
Los ngäbe o guaymí son un pueblo indígena americano, que habita en el occidente de Panamá, principalmente en la Comarca Ngäbe-Buglé y en las provincias de Veraguas, Chiriquí y Bocas del Toro. En Costa Rica habitan en cinco territorios indígenas en la provincia de Puntarenas: Abrojo Montezuma, Altos de San Antonio, Conte Burica, Coto Brus, Osa.
Son más de 200 mil personas y hablan el ngäbere, un idioma de la familia chibcha.
Los indígenas son conocidos como Ngäbe-Bugle. En las lenguas indígenas «ngöbere» y «buglere» es persona. Estos dos grupos no hablan igual y tienen costumbres distintas. Se llaman a sí mismos ngäbe. Su pronunciación comprende las consonantes ng y b; la vocal nasal ä y la vocal oral e.

## Nombre
El nombre Ngäbe es la autodenominación del pueblo en su propio idioma. Los Buglé, aunque frecuentemente agrupados con los ngäbe en contextos administrativos, constituyen una etnia distinta y hablan una lengua diferente, el buglere, que, aunque también pertenece a la familia chibcha, no es mutuamente inteligible con el ngäbere.
En los medios escritos es común encontrar variantes como Ngobe o Ngöbe, lo cual genera confusión. Esta variación ortográfica se debe a la ausencia en español de un equivalente exacto para el fonema ä (/ɞ/ o /ɔ/), un sonido intermedio entre la a y la o. Como resultado, los hispanohablantes tienden a percibirlo indistintamente como una a o una o, lo que ha dado lugar a múltiples formas de transcripción.

## Historia
En tiempos de la conquista de América, los españoles hallaron en el occidente de Panamá tres pueblos ngäbe, cada uno con un idioma diferente. Cada uno fue nombrado por el nombre de su líder: Natá, en la actual provincia de Coclé, Parita en la península de Azuero, y el más famoso, Urracá, en lo que hoy es la provincia de Veraguas y la Comarca Ngobe-Buglé.
Urracá derrotó a los españoles una y otra vez, lo que forzó al capitán Diego de Albites a hacer con él un acuerdo de paz en 1522.
De acuerdo con el historiador fray Bartolomé de las Casas, Urracá fue invitado por los españoles para un tratado de paz, pero se le apresó y envió al poblado de Nombre de Dios, en la actual provincia de Colón, escapó de allí y regresó a la montaña, jurando combatir a muerte a los españoles. Y cumplió con su juramento: él y sus hombres fueron tan temidos que finalmente los españoles evitaron combatir con él. Urracá murió en completa libertad en 1531.
Los ngäbe se dividieron en dos grupos principales: los de la costa atlántica (antes parte de Bocas del Toro), y los de tierras altas, en tierras que antes pertenecieron a Chiriquí y Veraguas. Jamás se rindieron, y mantuvieron su resistencia hasta la caída del dominio español en el área. Al independizarse Panamá de España y unirse a Colombia (siglo XIX), los Ngäbe permanecieron en la montaña. En la actualidad cuando algunos países con presencia indígena hablan de pluriculturalidad, en la Panamá, a excepción de la Comarca, se crean políticas sobre interculturalidad.

## Economía y cultura
Esta población se encuentra entre Costa Rica y Panamá. En Panamá los ngäbes están en la Comarca Ngäbe Buglé; mientras que en Costa Rica han habitado en los territorios indígenas Guaymí, Abrojos-Montezuma, Conte Burica, Osa y Altos de San Antonio, pertenecientes a los cantones de Osa, Corredores y Coto Brus. Realizan migraciones, tanto desde Costa Rica hacia Río Sereno (en Chiriquí, Panamá), como desde Panamá hacia Sixaola (en Talamanca, Costa Rica); hacia este último se dirigen, generalmente, para trabajar en bananeras.
Gran parte de la población indígena ngäbe realiza migraciones estacionales para trabajar en la cosecha de café en Costa Rica, por lo que se asientan en ciudades cercanas a las zonas donde este se cultiva.Estas migraciones se dan tanto desde Panamá, como desde los territorios indígenas costarricenses.Las personas trabajadoras que se movilizan a fincas cafetaleras hacen un recorrido estacional desde Coto Brus (Puntarenas), hacia Los Santos (San José) y luego hacia el Valle Central, siguiendo las etapas de maduración del café.
No obstante, no siempre tienen éxito, por lo que algunas personas, especialmente los que no consiguen empleo, se asientan en algunas regiones urbanas como Naranjo (Alajuela), Sixaola (Limón), Pérez Zeledón (San José) y Coto Brus (Puntarenas), donde se dedican a mendigar, principalmente las mujeres y niños.
Sin embargo, durante las últimas décadas, debido a las transformaciones socioeconómicas, se han producido importantes migraciones hacia distintas zonas del territorio de Costa Rica. Es por ello, que de acuerdo con el IX censo Nacional de Población de 2000 y el X censo Nacional de Población y VI de Vivienda de 2011, las poblaciones ngäbe presentan una gran variedad en cuanto a su distribución demográfica.

## Situación actual

### En Panamá
Los proyectos de desarrollo como el proyecto minero de cerro Colorado ponen en peligro tierras ancestrales ngöbe.
En mayo de 2012 y en la actualidad los Ngäbe protestan contra la construcción de la Central hidroeléctrica del Barro Blanco, la que requerirá la inundación de territorios ngäbe. Varios manifestantes fueron detenidos durante las protestas. El proyecto también pone en peligro la existencia de la rana azul del Tabasará.
La lucha por la defensa de los recursos hídricos, minerales y ambientales ha llevado a las poblaciones ngöbe a enfrentarse en diversas ocasiones con los gobiernos de Panamá. Estos conflictos han resultado en la pérdida de vidas humanas, como en el caso de Jerónimo Tugrí y los sucesos ocurridos en Bocas del Toro. La resistencia de las comunidades obedece, principalmente, al valor cultural que otorgan a la tierra, su relación histórica con el territorio y al modelo económico vigente, en el cual los recursos como el oro, la plata y el agua son extraídos de sus territorios, pero los beneficios se concentran en la capital del país, sin repercutir localmente.
En la Comarca Ngäbe-Buglé, el gobierno está representado por el Congreso General Ngäbe-Buglé y el Cacique General Ngäbe-Buglé. Según la Ley n.º 10, que establece la creación de la comarca, y su carta orgánica, el gobierno es autónomo y tiene como objetivo preservar la cultura, la cosmovisión y promover el desarrollo local e integral. La religión oficial es Mama Tatda, aunque se respeta la práctica de otras religiones, conviviendo con comunidades cristianas y baha'is.

La creación de la comarca se concretó en 1997, tras una larga historia de lucha y reivindicación. En ese contexto, un numeroso grupo de niños, mujeres, adultos y simpatizantes marchó desde distintos puntos de la comarca por la carretera Interamericana, recorriendo aproximadamente 900 kilómetros hasta llegar a la capital del país. Para visibilizar sus demandas, realizaron una huelga de hambre durante varios días, lo que finalmente llevó al gobierno a atender sus reclamos.

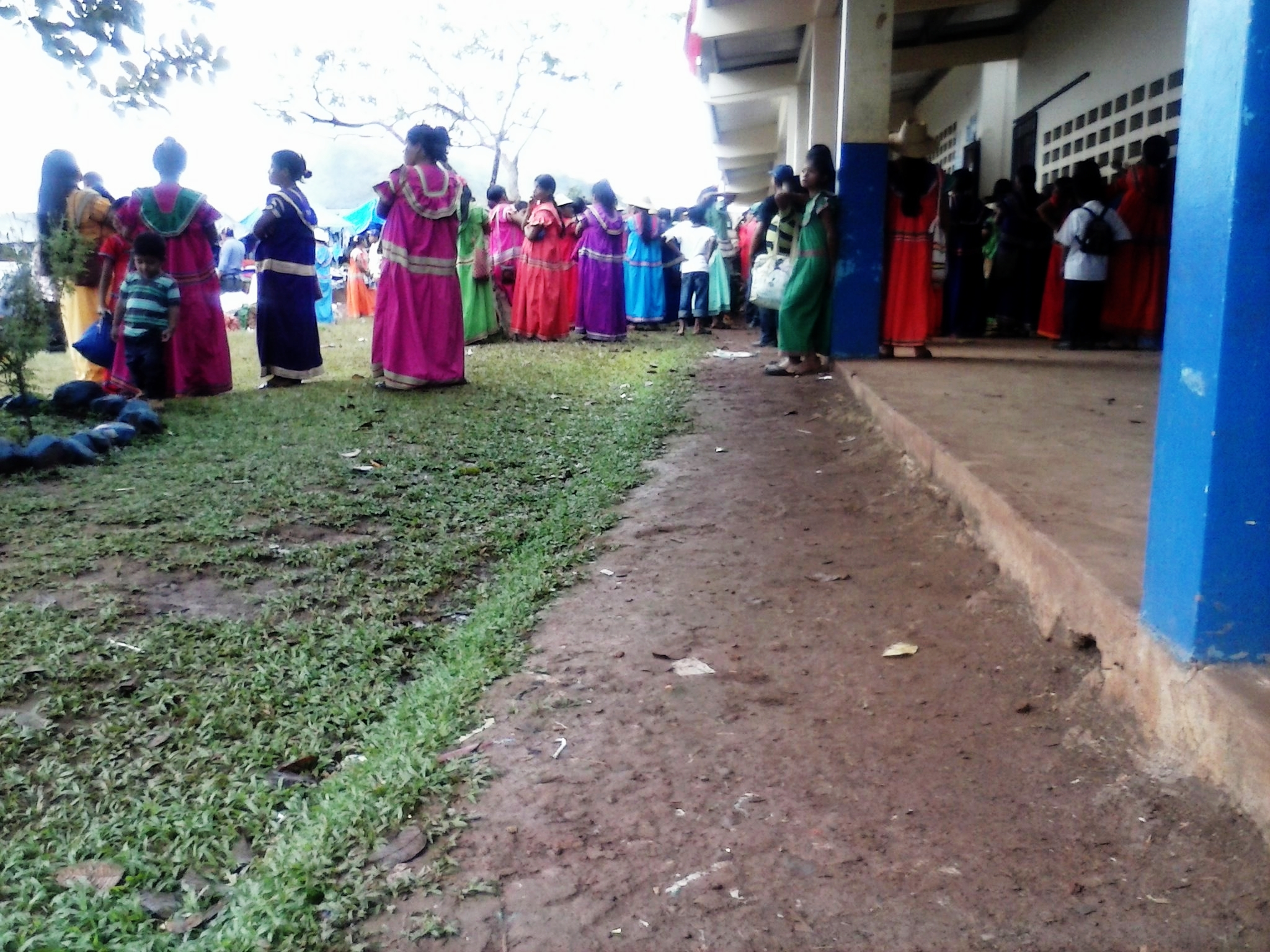
Ngäbes

Los diseños y artes que se reflejan en las chácaras y otros elementos del vestuario de la cultura ngäbe, son parte del Magata, una serpiente antigua que habita en las aguas y que es parte de su espiritualidad ancestral y mitologías.
En la Comarca hay diversas organizaciones tales como: Asastran, dedicada a la medicina tradicional ngäbe; Asmung, asociación de mujeres ngäbes; Fundación Cultural Ngöbe que impulsa la primera universidad indígena en Panamá, llamada Universidad Ngöbe Buklé. También, la Fundación Venado, Sribire Waire, Irene Vázquez, Cuerpo de Paz (U.S. Peace Corps) y otros. Organizaciones que impulsan el turismo: OCAB y Victoriano Lorenzo.

### En Costa Rica
Hasta bien entrado el siglo XX los indígenas ngäbes eran considerados como panameños por la sociedad y el Estado costarricense. No obstante, en 1991, gracias a los esfuerzos de la Asociación Cultura Ngöbebgue, se aprobó la cedulación de esta población mediante la ley n.° 7225, lo que permitió el reconocimiento formal de sus derechos como ciudadanos costarricenses.
En lo que respecta a las actividades económicas a las que se dedican los ngäbes, se vincularon principalmente a una ruta migratoria sociolaboral, pasando por el Atlántico Sur y los sembradíos de banano y el Valle Central con las plantaciones de café.En estas actividades también participan como mano de obra precarizada niños y mujeres ngäbes.
Es a partir de la década de 1990, con el debilitamiento del sector agropecuario debido la falta de capacidad de Costa Rica para competir en el mercado de producción de banano, así como a cambios en el precio del café,que se da un proceso de diversificación de cultivos no tradicionales como el “melón, piña, tubérculos, fresas, helechos, entre otros”.
Por esto último, durante las últimas décadas del siglo XX, se produjo un aumento de la migración hacia las zonas urbanas de Costa Rica, que fue fomentada por cambios en la dinámica económica de Centroamérica. Por esta razón, quienes antes se dedicaban a trabajar en los sectores tradicionales, que eran principalmente los migrantes nicaragüenses, dejaron esta actividad y comenzaron a laborar en otros sectores.La falta de mano de obra en estas regiones fue suplida por población ngäbe mal pagada.
Esto se debe a que las actividades económicas vinculadas a los servicios (como la construcción) han desarrollado mayor fortaleza que las del sector agrícola, afectando directa e indirectamente los patrones de empleabilidad de las personas indígenas,ya que dichas transformaciones han generado una precarización de los puestos de trabajo vinculado a la producción agrícola.
Las mujeres ngäbes también elaboran, entre su artesanía tradicional, elementos que les sirven para su vestimenta y la de sus familias y para la venta. Esto incluye bolsas tejidas de fibra vegetal (llamadas "kra"), coloridas batas largas para la mujer decoradas con motivos geométricos ("naguas") y pulseras y collares de cuentas y chaquiras, antes usados como adornos para la guerra. Los hombres tejen sombreros de fibra vegetal para la venta en sitios turísticos y a la vera de las carreteras de Panamá.
Cabe resaltar que la gran mayoría de los ngäbes en Costa Rica vive en condiciones de pobreza, con un ingreso aproximado de $233 mensuales durante la época de recolecta de café. El 90% de las familias tiene un ingreso mensual cercano al 50% del salario mínimo agrícola en la región sumando ingresos agrícolas y extra-agrícolas. Cuentan con difícil acceso a servicios de educación y salud, especialmente por la gran distancia entre sus territorios y las poblaciones donde se dan estos servicios.  
El acceso a la educación se da especialmente en las escuelas de Limoncito (donde hay un colegio de secundaria), Sabalito, San Miguel y San Vito. De los aproximadamente 3000 residentes, unos 2500 hablan ngöbere y español, y el resto, solamente ngöbere. Existe un alto índice de analfabetismo sobre todo entre los adultos. En el ámbito de salud, son afectados por enfermedades principalmente infecciosas como diarreas, escabiosis, infecciones respiratorias severas, piojos, desnutrición y parasitosis, con indicadores de salud comparables a los del África subsahariana. Existe un acueducto en Conte Burica y otro en Guaymí de Osa, pero el agua no es potable. En Abrojos no existe acueducto.
Entre los cinco territorios, el de Conte Burica es el más aislado del país, con los índices más bajos de pobreza entre las poblaciones guaymíes de Costa Rica y el que más conserva la cultura autóctona. Es una reserva transnacional ubicada en la Punta Burica entre Costa Rica y Panamá. Tiene una economía de granos básicos y autoconsumo, complementada con caza y pesca. Se cultiva cacao en pequeña escala para la venta a Golfito, Ciudad Neilly o Panamá. Guaymí de Osa se encuentra ubicada en una selva tropical cercana al parque nacional Corcovado, lo que dificulta mucho su acceso. Tiene una difícil producción agrícola secundaria a la topografía y alto nivel pluvial. Se encuentra habitada por 12 familias indígenas, cuyo ingreso depende de la labor agropecuaria.
El territorio de Abrojos-Montezuma comenzó a poblarse alrededor de la década de 1920, siendo reconocido legalmente en el año 1980. El 85% de los habitantes habla ambos idiomas. Debido a la colonización por no indígenas, presenta una rápida transformación cultural, y solo el 50 % de la tierra está en manos indígenas producto de constantes invasiones de campesinos desplazados del Valle Central de Costa Rica.
A 3 km de Abrojos-Montezuma, se encuentra Altos de San Antonio, que en el pasado formó una sola comunidad con Abrojos pero que fueron separados por la colonización y la construcción de la carretera Panamericana. El 56 % de la comunidad de Altos de San Antonio es bilingüe español-ngöbere, y hay una escuela primaria. Las 9 familias que habitan la zona subsisten de los granos básicos y la tenencia de animales de corral, caballos y vacas, pero en muchas ocasiones, para sembrar, deben alquilar terrenos a no indígenas, ya que la tenencia de tierra para cultivo por familia es muy baja (apenas un cuarto de hectárea). 
Con respecto a la presencia de la población ngäbe en urbes, se ha producido discursos negativos y estereotípicos, categorizando al “[...] “indio” [como] agresivo, machista, borracho, perezoso, irresponsable e insalubre.”Especialmente para el caso de las mujeres y la infancia, además de ser mano de obra en las plantaciones de café y banano, han sido vinculados con actividades de mendicidad en Alajuela, San José y Heredia, así como en otras ciudades como por ejemplo “San Ramón, Naranjo, Pérez Zeledón y San Vito de Coto Brus”.En estas condiciones de calle y con el asentamiento en zonas urbanas, las mujeres y los niños suelen habitar en paupérrimas condiciones materiales, económicas, sociales y culturales.Por esto último, las mujeres ngöbes están principalmente expuestas a ser víctimas de robos, insultos, violencia física, sexual y psicológica, entre otros flagelos.

## Personas Destacadas
Rosa Montezuma, candidata al Miss Universo para el año 2018, representó a Miss Panamá 2018, destacándose por ser la primera reina de belleza de origen indígena de su nación; perteneciente a la etnia Ngäbe-Buglé. Actualmente es embajadora de la Cultura Indígena por la Organización de las Naciones Unidas.